# Polo Archivistico Sanitario
Il Polo Archivistico Sanitario o Polo Archivistico Sanitario ASL Napoli 1 Centro è un imponente archivio di Napoli, tra i più importanti d'Italia, composto da oltre 55 000 cartelle cliniche e 2 400 tra fascicoli e registri ereditati dall'Ospedale psichiatrico Leonardo Bianchi, chiuso nel 2002 in ottemperanza alla Legge Basaglia.
Nonostante il Bianchi sia entrato in funzione solo nel 1909, le cartelle coprono un arco temporale dal 1871, in quanto nell'anno della sua apertura, oltre ai pazienti del Monastero di San Francesco di Sales e del Manicomio di Santa Maria dell'Arco, ne ereditò anche gli archivi.
Nel Polo trova posto anche la ricca biblioteca dell'Ospedale Bianchi, la quale contiene circa 8 000 volumi tra cui anche testi di Gerardo Marotta, a cui saranno accorpati anche gli archivi dell'Ospedale psichiatrico Santa Maria Maddalena di Aversa e dell'Ospedale psichiatrico Vittorio Emanuele II di Nocera Inferiore, per un totale di oltre 120 000 cartelle cliniche, migliaia di documenti e libri, anche antichi, che documentano la storia della psichiatria e degli internati di queste strutture.

Nel 2015 l'Archivio fu presentato all'Expo di Milano presso il padiglione Kip.

## Storia
L'immenso archivio dell'Ospedale psichiatrico Leonardo Bianchi di Napoli, conserva documenti e cartelle cliniche, dal 1871 al 1999, date di apertura e chiusura della struttura. I documenti del periodo 1871-1908 sono quelli ereditati dai manicomi Arco-Sales, entrambi trasferiti nella neo struttura del Bianchi nel 1909.
Le norme per allestire l'archivio furono emanate nel 1889, ma fino al 1897 nell'organico del personale non fu prevista nessuna posizione di impiegato archivista, pertanto fino a questa data gli incartamenti furono conservati in modo frammentato senza alcuna divisione. Gli unici documenti archiviati correttamente furono il registro di protocollo, le cartelle cliniche, gli atti amministrativi e contrattuali.
Nello stesso anno il San Francesco di Sales allestì degli scaffali in legno per il deposito delle pratiche. È ignoto il numero di documenti andati perduti nel tempo, nelle vecchie strutture ospedaliere, mentre non esiste una dettagliata ricostruzione del trasferimento a Capodichino agli inizi del XX secolo.

## Inventario e sistemazione dell'archivio
L'archivio, è costituito da 2 436 registri e 55 519 fascicoli, recuperati dagli scantinati della struttura riordinati, bonificati ed informatizzati. È stato catalogato in 25 serie più una ventiseiesima (Carteggio), in cui hanno trovato posto appunto il carteggio dell'Arco-Sales, del Manicomio di Capodichino ed il carteggio non classificato. Le oltre 55 000 cartelle cliniche sono state sistemate in una sezione a sé stante.
Per l'informatizzazione dell'inventario è stato utilizzato l'applicativo Arianna 2.0.

L'archivio così riordinato e inventariato, è stato pubblicato nel volume Folia/Follia: Il patrimonio culturale dell'ex ospedale psichiatrico "Leonardo bianchi" di Napoli.
La documentazione è distribuita in 26 categorie. Gli oltre 55000 fascicoli personali dei pazienti, ospitati dal manicomio nel corso della sua storia, sono oggetto di un lavoro di schedatura analitica.
Sono stati archiviati e catalogati anche una serie di fogli sciolti, originati tra l'aprile e il dicembre 1871, nel periodo dell'istituzione del manicomio provinciale, riordinati solo cronologicamente, in quanto totalmente estraneo al titolario in uso al Sales e non sottoposto alle operazioni di riordino avviate nel 1897.
Altri documenti estranei al restante carteggio sono la Corrispondenza dei Direttori e la Corrispondenza dell'assessore Cirillo.
Con la dismissione della struttura si è provveduto alla creazione di un archivio ad hoc, riordinato ed inventariato in 39 unità archivistiche, numerate da 1 a 38 oltre ad un fascicolo bis. L'arco cronologico temporale va dal 1995 al 2004 e comprende documenti risalenti fino al 1973.

## Cartelle cliniche di personaggi famosi
Tra le schede delle migliaia di pazienti che hanno varcato l'ingresso dell'ospedale, si possono trovare le cartelle cliniche di personaggi notori.
- Renato Caccioppoli, matematico, internato il 29 ottobre 1938[8][9];
- Emilio Caporali, l'attentatore di Francesco Crispi[10];
- Giacomo Di Chirico, pittore[11].
- Antonio Mancini, pittore, internato dall'ottobre 1881 al febbraio 1882[12][13];

## Controversie
La delibera n. 91 dell'8 marzo 2016 della Regione Campania, ha scatenato roventi polemiche, in quanto la gestione dell'intero Polo Archivistico Leonardo Bianchi è stata data in affido ad un'associazione privata, il cui presidente è il Direttore dell'Azienda Sanitaria Locale che deteneva tale archivio.

## Archivio
Di seguito sono riportate la catalogazione e descrizione dell'archivio e la tabella riassuntiva.

### Catalogazione e descrizione dell'archivio
Serie I (Statuti e regolamenti)
La Serie I - Statuti e regolamenti spazia in un arco temporale che va dal 1873 al 1920.

È costituita da 1 unità comprendente 1 busta con 5 opuscoli.

Comprende l'unità archivistica numero 1.

La documentazione contiene lo statuto e i regolamenti del Manicomio Provinciale di Napoli, approvati nel 1873, nel 1889 e nel 1920. Contiene anche la bozza del regolamento presentato dal deputato Giuseppe Palumbo nel 1910.
Serie II (Ordini di servizio)
La Serie II - Ordini di servizio spazia in un arco temporale che va dal 1929 al 1983.

È costituita da 4 unità comprendenti 4 buste e 53 fascicoli.

Comprende le unità archivistiche dal numero 2 al numero 5.

La documentazione contiene le disposizioni del direttore che regolamentano i servizi dell'ospedale, come i turni di guardia di medici, infermieri e ausiliari, visite di autorità, approvvigionamenti per l'istituto e così via.
Serie III (Registri di matricola e pandette)
La Serie III - Registri di matricola e pandette spazia in un arco temporale dal 1871 al 1990.

È costituita da 84 unità comprendenti 84 registri.

Comprende le unità archivistiche dal numero 6 al numero 89.

La documentazione contiene i registri matricola divisi per sesso. I primi due riguardano i ricoveri avvenuti all'Arco e ad Aversa, il 3º ed il 4º riguardano i ricoveri al Sales. La registrazione era contestuale al ricovero seguendo un criterio alfabetico e cronologico. I registri dal n. 5 al n. 10 sono di transizione rispetto ai successivi, in quanto le registrazioni avvennero in modo casuale, ma riorganizzati successivamente con il trasferimento del manicomio nella nuova sede di Capodichino. Dal registro 11 del 1908 iniziano le registrazioni in modo corretto. I folli venivano registrati in base alla residenza, divisi tra provenienti da Napoli o dalla provincia.
Serie IV (Verbali di ammissione)
La Serie IV - Verbali di ammissione spazia in un arco temporale che va dal 1900 al 1981.

È costituita da 369 unità comprendenti 369 registri.

Comprende le unità archivistiche dal numero 90 al numero 458.

La documentazione contiene i verbali in cui sono riportati i dati anagraﬁci dei singoli pazienti, gli oggetti posseduti al momento del ricovero e l’indicazione dell’autorità che ne ha disposto l’internamento.
Serie V (Verbali di dimissione)
La Serie V - Verbali di dimissione spazia in un arco temporale che va dal 1900 al 1997.

È costituita da 267 unità comprendente 267 registri.

Comprende le unità archivistiche dal numero 459 al numero 725.

La documentazione contiene i verbali di dimissione dei pazienti. In essi sono riportati i dati del paziente e dell'affidatario, i motivi della dimissione e gli oggetti restituiti.
Serie VI (Dimissioni in esperimento)
La Serie VI - Dimissioni in esperimento spazia in un arco temporale che va dal 1934 al 1936.

È costituita da 2 unità comprendente 2 registri.

Comprende le unità archivistiche dal numero 726 al numero 727.

La documentazione contiene i verbali di dimissione dei pazienti guariti dimessi in prova. Se c'erano ulteriori segni di miglioramento, si procedeva all'affido alla famiglia.
Serie VII (Ammissione e diagnosi)
La Serie VII - Ammissione e diagnosi spazia in un arco temporale che va dal 1904 al 1978.

È costituita da 72 unità comprendente 72 quaderni.

Comprende le unità archivistiche dal numero 728 al numero 799.

La documentazione contiene per ogni paziente, i dati anagrafici, la sintomatologia e la diagnosi all'atto del ricovero in ospedale. I documenti più vecchi riportano referti narrati, fino a quando non sono stati adottati fogli prestampati. La serie è ampiamente incompleta.
Serie VIII (Dimissioni con atti di responsabilità)
La Serie VIII - Dimissioni con atti di responsabilità spazia in un arco temporale che va dal 1915 al 1971.

È costituita da 18 unità comprendente 18 registri.

Comprende le unità archivistiche dal numero 800 al numero 817.

La documentazione contiene le dichiarazioni di responsabilità, rilasciate dai familiari che prendevano in custodia i loro congiunti che non erano guariti, secondo le disposizioni del Procuratore del Re ed in seguito del Tribunale di Napoli.
Serie IX (Movimento generale dei ricoverati e del personale)
La Serie IX - Movimento generale dei ricoverati e del personale spazia in un arco temporale che va dal 1947 al 1961.

È costituita da 1 unità comprendente 1 registro.

Comprende l'unità archivistica numero 818.

La documentazione contiene le presenze giornaliere ed i trasferimenti presso altre strutture sanitarie, sia dei pazienti che del personale. È l'unica unità superstite e comprende statistiche e percentuali.
Serie X (Ricoveri di autorità)
La Serie X - Ricoveri di autorità spazia in un arco temporale che va dal 1968 al 1981.

È costituita da 7 unità comprendente 7 registri.

Comprende le unità archivistiche dal numero 819 al numero 825.

La documentazione contiene gli atti di ammissione, diagnosi e dimissione degli ammalati.
Serie XI (Registri giornalieri delle sezioni)
La Serie XI - Registri giornalieri delle sezioni spazia in un arco temporale che va dal 1958 al 1998.

È costituita da 543 unità comprendente 543 registri.

Comprende le unità archivistiche dal numero 826 al numero 1368.

La documentazione contiene i rapporti giornalieri, divisi per sezioni, sul servizio medico ed infermieristico. Riporta le assenze del personale, il movimento degli infermi, avvenimenti di rilievo accaduti durante il servizio, annotazioni su ammissioni, dimissioni, decessi e trasferimenti dei ricoverati in un altro reparto del manicomio. Sono indicate le diagnosi e i motivi delle dimissioni o del trasferimento dei pazienti. I folli, nelle sezioni erano distribuiti in base alla natura della loro patologia.

Comprende 5 sottoserie così suddivise:
- 195 registri giornalieri delle sezioni Uomini (1958-1995) dal numero 826 al numero 1020
- 334 registri giornalieri delle sezioni Donne (1978-1995) dal numero 1021 al numero 1353
- 7 registri giornalieri delle sezioni Uomini e donne (1995-1998) dal numero 1354 al numero 1360
- 4 registri del medico di guardia (1965-1970) dal numero 1361 al numero 1364
- 4 registri del movimento dei pazienti (1963-1967) dal numero 1365 al numero 1368

Serie XII (Registri delle visite specialistiche)
La Serie XII - Registri delle visite specialistiche spazia in un arco temporale che va dal 1951 al 1998.

È costituita da 134 unità comprendente 96 registri e 38 buste.

Comprende le unità archivistiche dal numero 1369 al numero 1502.

La documentazione contiene i registri relativi agli interventi chirurgici e alle visite specialistiche sui pazienti. Sono riportate le diagnosi a seguito di traumi e lesioni, mentre le visite specialistiche riguardano cardiologia, ginecologia, dermatologia e odontoiatria. Ulteriori registri riportano esami radiologici e cure con elettroshock. Contiene anche tutta la documentazione non inserita nelle cartelle cliniche. La serie è ampiamente incompleta.
Serie XIII (Medicinali ritirati dalle sezioni)
La Serie XIII - Medicinali ritirati dalle sezioni spazia in un arco temporale che va dal 1965 al 1970.

È costituita da 11 unità comprendente 11 buste.

Comprende le unità archivistiche dal numero 1503 al numero 1513.

La documentazione contiene i registri riepilogativi mensili, dei medicinali ritirati dalla farmacia. In base alle quantità ritirate era possibile controllare gli ammanchi.
Serie XIV (Ufficio ispettivo)
La Serie XIV - Ufficio ispettivo spazia in un arco temporale che va dal 1964 al 1985.

È costituita da 10 unità comprendente 10 quaderni.

Comprende le unità archivistiche dal numero 1514 al numero 1523.

La documentazione contiene i verbali giornalieri di ispettori e medici di guardia, compilati durante i loro turni di servizio, in cui riportavano gli avvenimenti di rilievo che accadevano nell'ospedale, ai malati o durante i turni di guardia.
Serie XV (Fardellario)
La Serie XV - Fardellario spazia in un arco temporale che va dal 1921 al 1973.

È costituita da 3 unità comprendenti 3 registri .

Comprende le unità archivistiche dal numero 1524 al numero 1526.

La documentazione contiene i registri in cui venivano annotati, gli effetti personali dei folli al momento del ricovero (fardello). Veniva riconsegnato alla dimissione o ai parenti in caso di morte. Se non veniva reclamato, il fardello veniva venduto a beneficio della struttura. Ad un anno dal ricovero invece, veniva venduto ed il ricavato veniva versato in cassa di risparmio a beneficio dell'internato.
Serie XVI (Vittitazione)
La Serie XVI - Vittitazione spazia in un arco temporale che va dal 1955 al 1975.

È costituita da 13 unità comprendente 13 buste.

Comprende le unità archivistiche dal numero 1527 al numero 1539.

La documentazione contiene le tabelle per poter calcolare il necessario per il vitto giornaliero, in base al numero dei pazienti e del personale in servizio, per poter determinare le quantità di generi per il pasto giornaliero.
Serie XVII (Forniture alimentari)
La Serie XVII - Forniture alimentari spazia in un arco temporale che va dal 1949 al 1974.

È costituita da 71 unità comprendenti 11 registri e 60 buste.

Comprende le unità archivistiche dal numero 1540 al numero 1610.

La documentazione contiene i rapporti tra l'ospedale, le ditte fornitrici di generi alimentari e l'Istituto di igiene e profilassi della provincia di Napoli. Custodisce fatture, perizie sanitarie, registri di carico e scarico, esami chimici e gare d'appalto, tutto materiale riguardante gli approvvigionamenti alimentari.
Serie XVIII (Forniture generi di casermaggio)
La Serie XVIII - Forniture generi di casermaggio spazia in un arco temporale che va dal 1923 al 1977.

È costituita da 66 unità comprendenti 35 registri e 31 buste.

Comprende le unità archivistiche dal numero 1611 al numero 1676.

La documentazione contiene la corrispondenza tra il nosocomio, la Provincia di Napoli e le ditte che fornivano e riparavano i generi di casermaggio. Si possono trovare
preventivi, fatture, ricevute di pagamento, registri di carico e scarico degli oggetti in uso nelle sezioni: busti di forza, fodere per paglioni, scodelle di alluminio, ciappe di repressione, camici per medici, brande, ecc.
Serie XIX (Forniture medicinali)
La Serie XIX - Forniture medicinali spazia in un arco temporale che va dal 1951 al 1972.

È costituita da 64 unità comprendenti 4 registri e 60 buste.

Comprende le unità archivistiche dal numero 1677 al numero 1740.

La documentazione contiene lo stesso carteggio della sezione XVIII, relativo però ai farmaci acquistati e distribuiti nella struttura.
Serie XX (Contabilità)
La Serie XX - Contabilità spazia in un arco temporale che va dal 1920 al 1969.

È costituita da 14 unità comprendente 14 buste.

Comprende le unità archivistiche dal numero 1741 al numero 1754.

La documentazione contiene il carteggio dell'ufficio economato, responsabile, sotto la sorveglianza del direttore, delle forniture, degli acquisti, delle piccole spese, della sorveglianza dei servizi generali, della custodia di ciò che occorreva al vitto, vestiario e cura dei malati, del denaro dei folli, della mensa dei ricoverati e del personale di assistenza, della produzione della colonia agricola e delle lavorazioni.
Serie XXI (Contabilità lavorazioni)
La Serie XXI - Contabilità lavorazioni spazia in un arco temporale che va dal 1963 al 1976.

È costituita da 9 unità comprendenti 9 buste.

Comprende le unità archivistiche dal numero 1755 al numero 1763.

La documentazione contiene il riepilogo delle lavorazioni e dei relativi rendiconto contabili, effettuate nei laboratori della struttura da parte sia dei pazienti che del personale esterno.
Serie XXII (Fondo gettone)
La Serie XXII - Fondo gettone spazia in un arco temporale che va dal 1910 al 1973.

È costituita da 47 unità comprendenti 47 buste.

Comprende le unità archivistiche dal numero 1764 al numero 1810.

La documentazione contiene l'annotazione delle giornate lavorative dei pazienti e la contabilità di retribuzioni, prelievi e restituzioni di denaro. Ci sono anche i prospetti delle retribuzioni e dei prelievi di tabacco dal fondo gettone.
Serie XXIII (Infortuni del personale)
La Serie XXIII - Infortuni del personale spazia in un arco temporale che va dal 1971 al 1997.

È costituita da 3 unità comprendenti 3 registri.

Comprende le unità archivistiche dal numero 1811 al numero 1813.

La documentazione contiene i registri degli infortuni al personale di assistenza, con annotazione di diagnosi e terapie.
Serie XXIV (Retribuzioni del personale)
La Serie XXIV - Retribuzioni del personale spazia in un arco temporale che va dal 1971 al 1997.

È costituita da 30 unità comprendenti 30 buste.

Comprende le unità archivistiche dal numero 1814 al numero 1843.

La documentazione contiene i prospetti della contabilità relativa agli stipendi, assegni e indennità elargite ai dipendenti dell'ospedale.
Serie XXV (Registri di protocollo della corrispondenza)
La Serie XXV - Registri di protocollo della corrispondenza spazia in un arco temporale che va dal 1947 al 1976.

È costituita da 161 unità comprendenti 161 buste.

Comprende le unità archivistiche dal numero 1844 al numero 2004.

La documentazione contiene i protocolli dei documenti in entrata e in uscita, senza distinzione tra le due, con il riporto dinumero progressivo, data, esibitore e oggetto. La categoria è indicata per i soli fascicoli riguardanti i pazienti (dal nr. 22 al nr. 26). La serie XXV è largamente incompleta.
Serie XXVI (Carteggio)
La Serie XXVI - Carteggio spazia in un arco temporale che va dal 1871 al 1999.

È costituita da 198 unità comprendenti 198 buste.

Comprende le unità archivistiche dal numero 2005 al numero 2202.

La documentazione contiene il carteggio non classificato, telegrammi e corrispondenza varia.
Cartelle cliniche
La cartelle cliniche spaziano in un arco temporale che va dal 1871 al 1999.

È costituita da 55519 unità comprendenti 55519 fascicoli.

Non comprende unità archivistiche.

I 55519 fascicoli sono così suddivisi:
- Ricoverati uomini residenti in provincia di Napoli (1871-1999) contiene 24888 fascicoli.
- Ricoverati uomini residenti fuori della provincia di Napoli (1871-1999) contiene 8173 fascicoli.
- Ricoverati donne residenti in provincia di Napoli (1871-1999) contiene 15710 fascicoli.
- Ricoverati donne residenti fuori della provincia di Napoli (1871-1999) contiene 4475 fascicoli.

### Tabella riassuntiva dell'archivio
| SERIE (Sottos.) | NOME SERIE (Nome sottoserie)                                | Periodo                | Unità | Registri | Buste | Opuscoli | Quaderni | Fascicoli | nr corda dal-al |
| --------------- | ----------------------------------------------------------- | ---------------------- | ----- | -------- | ----- | -------- | -------- | --------- | --------------- |
| I               | STATUTI E REGOLAMENTI                                       | 1873-1920              | 1     |          | 1     | 5        |          |           | 1               |
| II              | ORDINI DI SERVIZIO                                          | 1929-1983              | 4     |          | 4     |          |          | 53        | 2-5             |
| III             | REGISTRI DI MATRICOLA E PANDETTE                            | 1871-1990              | 84    | 84       |       |          |          |           | 6-89            |
| 1               | Registri di matricola Uomini                                | 1871-1990              | 50    | 50       |       |          |          |           | 6-55            |
| 2               | Registri di matricola Donne                                 | 1871-1983              | 32    | 32       |       |          |          |           | 56-87           |
| 3               | Pandetta alfabetica dei ricoverati                          | ?                      | 2     | 2        |       |          |          |           | 88-89           |
| IV              | VERBALI DI AMMISSIONE                                       | 1900-1981              | 369   | 369      |       |          |          |           | 90-458          |
| 1               | Verbali di ammissione Uomini                                | 1900-1981              | 198   | 198      |       |          |          |           | 6-55            |
| 2               | Verbali di ammissione Donne                                 | 1900-1977              | 171   | 171      |       |          |          |           | 288-458         |
| V               | VERBALI DI DIMISSIONE                                       | 1900-1997              | 267   | 267      |       |          |          |           | 459-725         |
| 1               | Verbali di dimissione Uomini                                | 1900-1997              | 150   | 150      |       |          |          |           | 459-608         |
| 2               | Verbali di dimissione Donne                                 | 1900-1997              | 117   | 117      |       |          |          |           | 609-725         |
| VI              | DIMISSIONI IN ESPERIMENTO                                   | 1934-1936              | 2     | 2        |       |          |          |           | 726-727         |
| VII             | AMMISSIONI E DIAGNOSI                                       | 1904-1978              | 72    |          |       |          | 72       |           | 728-799         |
| 1               | Ammissione e diagnosi Uomini                                | 1904-1963              | 13    |          |       |          | 13       |           | 728-740         |
| 2               | Ammissione e diagnosi Donne                                 | 1906-1977              | 44    |          |       |          | 44       |           | 741-784         |
| 3               | Ammissione e diagnosi Uomini e Donne                        | 1907-1975              | 14    |          |       |          | 14       |           | 785-798         |
| 4               | Ammissione, dimissione e diagnosi                           | 1975-1978              | 1     |          |       |          | 1        |           | 799             |
| VIII            | DIMISSIONI CON ATTI DI RESPONSABILITÀ                       | 1915-1971              | 18    | 18       |       |          |          |           | 800-817         |
| IX              | MOVIMENTO GENERALE DEI RICOVERATI E DEL PERSONALE           | 1947-1961              | 1     | 1        |       |          |          |           | 818             |
| X               | RICOVERI DI AUTORITÀ                                        | 1968-1981              | 7     | 7        |       |          |          |           | 819-825         |
| SERIE (Sottos.) | NOME SERIE (Nome sottoserie)                                | Periodo                | Unità | Registri | Buste | Opuscoli | Quaderni | Fascicoli | nr corda dal-al |
| XI              | REGISTRI GIORNALIERI DELLE SEZIONI                          | 1958-1997              | 543   | 543      |       |          |          |           | 826-1368        |
| 1               | Sezioni Uomini                                              | 1958-1995              | 195   | 195      |       |          |          |           | 826-1020        |
| 2               | Sezioni Donne                                               | 1978-1995              | 334   | 334      |       |          |          |           | 1021-1353       |
| 3               | Sezioni Uomini e donne                                      | 1995-1998              | 7     | 7        |       |          |          |           | 1354-1360       |
| 4               | Rapporti del medico di guardia                              | 1965-1970              | 4     | 4        |       |          |          |           | 1361-1364       |
| 5               | Movimento dei pazienti                                      | 1963-1967              | 4     | 4        |       |          |          |           | 1365-1368       |
| XII             | REGISTRI DELLE VISITE SPECIALISTICHE                        | 1951-1998              | 134   | 96       | 38    |          |          |           | 1369-1502       |
| 1               | Visite chirurgiche                                          | 1960-1998              | 62    | 62       |       |          |          |           | 1369-1430       |
| 2               | Radiografie                                                 | 1955-1964              | 9     | 9        |       |          |          |           | 1431-1439       |
| 3               | Infortuni ortopedici                                        | 1963-1995              | 8     | 8        |       |          |          |           | 1440-1447       |
| 4               | Elettrocardiogrammi                                         | 1957-1964              | 1     | 1        |       |          |          |           | 1448            |
| 5               | Odontoiatria                                                | 1951-1955              | 2     | 2        |       |          |          |           | 1449-1450       |
| 6               | Otorinolaringoiatria                                        | 1960-1998              | 3     | 3        |       |          |          |           | 1451-1453       |
| 7               | Urologia                                                    | 1960-1997              | 1     | 1        |       |          |          |           | 1454            |
| 8               | Gabinetto oculistico                                        | 1952-1964              | 2     | 2        |       |          |          |           | 1455-1456       |
| 9               | Dermatologia                                                | 1994-1997              | 1     | 1        |       |          |          |           | 1457            |
| 10              | Ginecologia                                                 | 1963-1989              | 2     | 2        |       |          |          |           | 1458-1459       |
| 11              | Sala operatoria                                             | 1985-1993              | 1     | 1        |       |          |          |           | 1460            |
| 12              | Infortuni diversi                                           | 1972-1995              | 4     | 4        |       |          |          |           | 1461-1464       |
| 13              | Anamnesi specialistiche                                     | 1952-1992              | 38    | 38       |       |          |          |           | 1465-1502       |
| SERIE (Sottos.) | NOME SERIE (Nome sottoserie)                                | Periodo                | Unità | Registri | Buste | Opuscoli | Quaderni | Fascicoli | nr corda dal-al |
| XIII            | MEDICINALI RITIRATI DALLE SEZIONI                           | 1965-1970              | 11    |          | 11    |          |          |           | 1503-1513       |
| XIV             | UFFICIO ISPETTIVO                                           | 1964-1985              | 10    |          |       |          | 10       |           | 1514-1523       |
| XV              | FARDELLARIO                                                 | 1921-1973              | 3     | 3        |       |          |          |           | 1524-1526       |
| XVI             | VITTITAZIONE                                                | 1955-1975              | 13    |          | 13    |          |          |           | 1527-1539       |
| XVII            | FORNITURE ALIMENTARI                                        | 1949-1974              | 71    | 11       | 60    |          |          |           | 1540-1610       |
| 1               | Relazioni                                                   | 1955-1966              | 60    |          | 60    |          |          | 642       | 1540-1599       |
| 2               | Registri della dispensa                                     | 1949-1974              | 7     | 7        |       |          |          |           | 1600-1606       |
| 3               | Registri di analisi chimiche                                | 1952-1968              | 4     | 4        |       |          |          |           | 1607-1610       |
| XVIII           | FORNITURE GENERI DI CASERMAGGIO                             | 1923-1977              | 66    | 35       | 31    |          |          |           | 1611-1676       |
| 1               | Relazioni                                                   | 1955-1956              | 31    |          | 31    |          |          | 317       | 1611-1641       |
| 2               | Registri                                                    | 1958-1976              | 33    | 33       |       |          |          |           | 1642-1674       |
| 3               | Varie                                                       | 1923-1972              | 2     | 2        |       |          |          |           | 1675-1676       |
| XIX             | FORNITURE MEDICINALI                                        | 1951-1972              | 64    | 4        | 60    |          |          |           | 1677-1740       |
| 1               | Relazioni                                                   | 1955-1972              | 55    |          | 55    |          |          | 735       | 1677-1731       |
| 2               | Schedoni                                                    | 1964-1970              | 5     |          | 5     |          |          |           | 1732-1736       |
| 3               | Registri                                                    | 1951-1959              | 4     | 4        |       |          |          |           | 1737-1740       |
| XX              | CONTABILITÀ                                                 | 1920-1969              | 14    |          | 14    |          |          |           | 1741-1754       |
| 1               | Rendiconti                                                  | 1963-1969              | 11    |          | 11    |          |          |           | 1741-1751       |
| 2               | Varie                                                       | 1920-1958              | 3     |          | 3     |          |          |           | 1752-1754       |
| SERIE (Sottos.) | NOME SERIE (Nome sottoserie)                                | Periodo                | Unità | Registri | Buste | Opuscoli | Quaderni | Fascicoli | nr corda dal-al |
| XXI             | CONTABILITÀ LAVORAZIONI                                     | 1963-1976              | 9     |          | 9     |          |          |           | 1755-1763       |
| XXII            | FONDO GETTONE                                               | 1910-1973              | 47    |          | 47    |          |          |           | 1764-1810       |
| 1               | Relazioni                                                   | 1953-1957              | 1     |          | 1     |          |          |           | 1764            |
| 2               | Schedoni                                                    | 1910-1967              | 24    |          | 24    |          |          |           | 1765-1788       |
| 3               | Progetti                                                    | 1952-1973              | 22    |          | 22    |          |          |           | 1789-1810       |
| XXIII           | INFORTUNI DEL PERSONALE                                     | 1971-1997              | 3     | 3        |       |          |          |           | 1811-1813       |
| XXIV            | RETRIBUZIONI DEL PERSONALE                                  | 1971-1997              | 30    |          | 30    |          |          |           | 1814-1843       |
| XXV             | REGISTRI DI PROTOCOLLO DELLA CORRISPONDENZA                 | 1947-1976              | 161   |          | 161   |          |          |           | 1844-2004       |
| XXVI            | CARTEGGIO                                                   | 1871-1999              | 198   |          | 198   |          |          | 59339     | 2005-2023       |
| 1               | Carteggio manicomio di Sales                                | 1871-1923              | 19    |          | 19    |          |          | 638       | 2005-2023       |
| 2               | Carteggio manicomio di Capodichino                          | 1871-1999              |       |          |       |          |          | 3238      | 2024-2194       |
| 3               | Carteggio non classificato                                  | 1 apr 1871-1965        | 8     |          | 8     |          |          |           | 2195-2202       |
| 3.1             | AFFARI DIVERSI                                              | 1 apr 1871-31 dic 1871 | 1     |          | 1     |          |          |           | 2195            |
| 3.2             | CORRISPONDENZA DEI DIRETTORI                                | 1957-1965              | 2     |          |       |          |          | 2         | 2196            |
| 3.3             | TELEGRAMMI E FONOGRAMMI                                     | 1960-1994              | 78    |          |       |          | 78       |           | 2197-2201       |
| 3.4             | CARTE DELL'ASSESSORE CIRO CIRILLO                           | 1954-1958              | 1     |          | 1     |          |          |           | 2202            |
|                 | Cartelle cliniche                                           | 1871-1999              | 55519 |          |       |          |          | 55519     |                 |
|                 | Ricoverati uomini residenti in provincia di Napoli          | 1871-1999              | 24888 |          |       |          |          | 24888     |                 |
|                 | Ricoverati uomini residenti fuori della provincia di Napoli | 1871-1999              | 8173  |          |       |          |          | 8173      |                 |
|                 | Ricoverati donne residenti in provincia di Napoli           | 1871-1999              | 15710 |          |       |          |          | 15710     |                 |
|                 | Ricoverati donne residenti fuori della provincia di Napoli  | 1871-1999              | 4475  |          |       |          |          | 4475      |                 |